# Félix María Samaniego
Félix María Serafín Sánchez de Samaniego (Laguardia, 12 d'octubre de 1745 - íd, 11 d'agost de 1801) va ser un escriptor basc, famós per les seves faules. Recull l'estil de la Il·lustració (era seguidor del moviment enciclopedista francès) amb una moral racional de regust clàssic, fent èmfasi en els defectes que vol criticar a partir dels animals i usant un vers de mètrica molt cuidada.
D'ascendència noble, la seva família tenia recursos suficients per permetre-li dedicar-se a l'estudi. Es coneix poc sobre la seva infància i la seva joventut: el seu principal biògraf, Eustaquio Fernández de Navarrete, diu que va estudiar a una escola a França. Després va estudiar a la Universitat de Valladolid, i finalment, després d'un viatge per França, es va instal·lar a Bergara, vivint amb el seu gran oncle, el comte de Peñaflorida. Va formar part de la Societat Basca d'Amics del País, fundada per Peñaflorida, on va llegir les seves primeres faules. La primera col·lecció d'elles es va publicar a València l'any 1781.
Des del seu entusiasme pels enciclopedistes, amb els quals va tenir contacte en el seu viatge per França, va adquirir un afició a la crítica mordaç a la política i a la religió. Es va burlar dels privilegis i fins i tot va rebutjar un càrrec que li va oferir el comte de Floridablanca. Les seves històries més optimistes es van compondre a l'estil de les faules eròtiques de Jean de la Fontaine. Per causa d'aquests escrits i d'altres de caràcter anticlerical, va patir la persecució de la Inquisició: el Tribunal de Logronyo va intentar tancar-lo a un convent el 1793 després de condemnar la part anticlerical i llicenciosa de la seva obra, i el va confinar durant diversos mesos en un convent de Portugalete. Es va salvar del càstig gràcies a la intervenció dels seus amics influents. No obstant això, els detalls del procés inquisitorial són desconeguts. Segons Julio Caro Baroja, va ser confinat "per una temporada" al Convent del Desert de Bilbao "per una denúncia pel que fa a la seva irreverència".
Són ben coneguts els enfrontaments literaris que va tenir amb alguns dels seus companys, com ara Vicente García de la Huerta i Fra Diego González. Però sens dubte, el més celebrat i destacat d'aquests enfrontaments va ser el que va tenir durant anys amb Tomás de Iriarte, que havia estat el seu amic durant molt de temps, contra el qual va escriure fullets com la "Carta apologètica al senyor Masson". Samaniego, qui havia publicat la seva primera col·lecció de faules el 1781, es va irritar quan Iriarte va presentar el seu, publicat l'any següent, com la "primera col·lecció de faules totalment originals".

## Obra

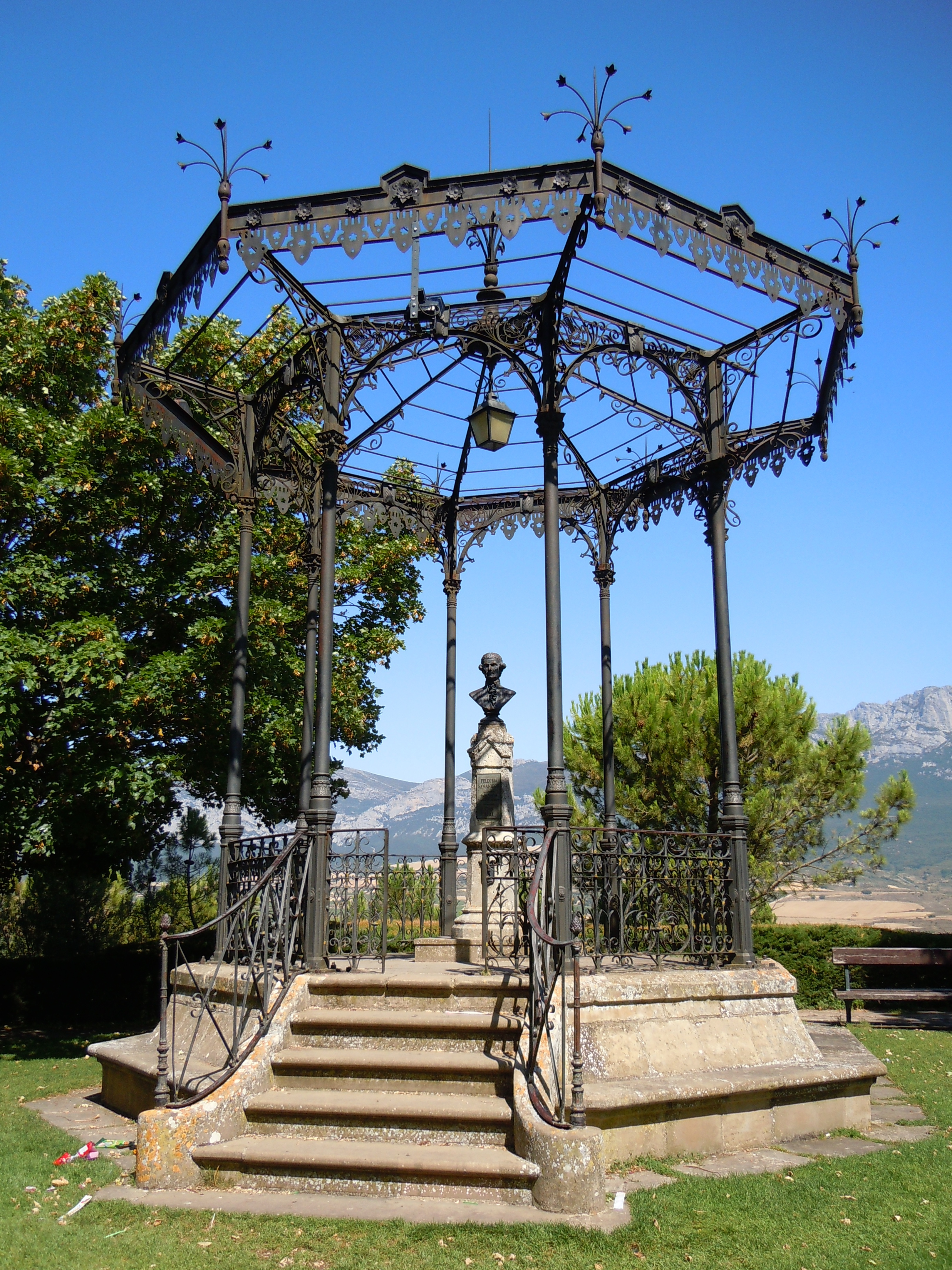
Monument a Samaniego, a Laguardia.

La influència de l'educació francesa rebuda s'adverteix en l'única obra per la qual el coneixem: les Fábulas en verso castellano para el uso del Real Seminario Bascongado (1781), 157 faules distribuïdes en nou llibres. Samaniego ridiculitza els defectes humans en les seves faules, imitant els grans fabulistes Fedre, Isop i La Fontaine. Encara que les faules de Samaniego estan escrites en vers, el seu caràcter és prosaic, donat els temes que tracta, i el seu propòsit és didàctic. Seguint l'exemple de Fedre, Samaniego elimina de les seves faules el to ingenu i entranyable que Isop va donar a les seves i les omple de crítiques velades però implacables contra personatges rellevants, hàbits socials i actituds polítiques de dubtosa integritat. Entre les seves principals faules es troben La paloma, Congreso de ratones, La cigarra y la hormiga, El perro y el cocodrilo i La zorra y las uvas.
També va escriure una col·lecció de poesia eròtica, amb to humorístic i contingut procaç, que va ser publicada per primera vegada amb el títol d′El jardín de Venus.